# Cẩm Sơn, Cẩm Xuyên
Cẩm Sơn là một xã thuộc huyện Cẩm Xuyên, tỉnh Hà Tĩnh, Việt Nam.

## Địa lý
Xã Cẩm Sơn nằm ở phía nam huyện Cẩm Xuyên, cách thị trấn Cẩm Xuyên 7 km theo đường Quốc lộ 1, có vị trí địa lý:
- Phía đông giáp xã Cẩm Lạc
- Phía tây giáp xã Cẩm Thịnh
- hía nam giáp huyện Kỳ Anh
- Phía bắc giáp xã Cẩm Hà và xã Cẩm Lộc.

Xã Cẩm Sơn có diện tích 48,24 km², dân số là 5.050 người, mật độ dân số đạt 139 người/km².
Xã Cẩm Sơn được đón nhận danh hiệu xã Anh hùng Lực lượng Vũ trang Nhân dân năm 2010.

## Hành chính
Xã Cẩm Sơn được chia thành 9 thôn: An Sơn, Hương Sơn, Lĩnh Sơn, Phúc Sơn, Quỳnh Sơn, Thọ Sơn, Thượng Sơn, Trung Sơn, Vĩnh Sơn.

## Lịch sử
Ngày 15 tháng 7 năm 2017, HĐND tỉnh Hà Tĩnh ban hành Nghị quyết số 60/NQ-HĐND về việc:
- Thành lập thôn Phúc Sơn trên cơ sở Thôn 7 và Thôn 8.
- Đổi tên Thôn 1 thành thôn Thượng Sơn.
- Đổi tên Thôn 2 thành thôn Vĩnh Sơn.
- Đổi tên Thôn 3 thành thôn Quỳnh Sơn.
- Đổi tên Thôn 4 thành thôn Trung Sơn.
- Đổi tên Thôn 5 thành thôn Hương Sơn.
- Đổi tên Thôn 6 thành thôn Lĩnh Sơn.
- Đổi tên Thôn 9 thành thôn Thọ Sơn.
- Đổi tên Thôn 10 thành thôn An Sơn.

## Văn hóa
- Hồ Thượng Tuy.
- Núi Phượng Hoàng.